# Aéroport Russell-Burnett
L'aéroport Russell-Burnett (anciennement Aéroport de Matane) est un aéroport situé au Québec, au Canada.